# Västra Broby kyrka
Västra Broby kyrka är en kyrkobyggnad i Västra Broby mellan Åstorp och Hyllinge, belägen väster om E4. Den är församlingskyrka i Björnekulla-Västra Broby församling i Lunds stift.

## Kyrkobyggnaden
Tidigare kyrka på platsen uppfördes i romansk stil någon gång vid slutet av 1100-talet eller i början av 1200-talet.
Enligt en redogörelse från år 1830 saknade kyrkan torn och var cirka 27 meter lång och 6 meter bred. Långhuset förlängdes vid något tillfälle. Sedan klockstapeln av trä hade förfallit uppfördes år 1839 ett kyrktorn nyklassicistisk stil efter ritningar av Fredrik Wilhelm Scholander.
Medeltidskyrkan bedömdes vara bristfällig och revs. Nuvarande stenkyrka uppfördes åren 1880 - 1882 under ledning av byggmästaren A J Hallberg. Kyrktornet från 1839 behölls. Invigningen ägde rum 5 november 1882 och leddes av prosten C. O. Olin. Dagen efter invigningen blåste zinktaket av i en våldsam storm.
Reparationer av plåttaket genomfördes år 1897 och år 1899. Första stora renoveringen utfördes år 1906 då taket återigen sågs över och ett nytt golv lades in. En genomgripande restaurering genomfördes 1921 som väsentligt förändrade kyrkans utseende. Altaruppsatsen byggdes om, kyrkbänkarna byttes ut, en ny orgel köptes in och det drogs en värmeledning.

## Inventarier
- Altartavlan är utförd av den danske konstnären Almar Bech och föreställer Maria Magdalenas möte med den uppståndne Kristus. Dess ovanliga motiv är Jesus avvärjande gest: "Rör inte vid mig, ty jag har ännu inte farit upp till Fadern." (Johannes 20:17).
- Uppe i predikstolen sitter ett timglas i en träställning. I själva verket är det tre timglas från 1793.
- Kyrkans skulpterade dopfunt tillverkades av sandsten på 1100- eller 1200-talet och anses vara ett verk av Mörarpsmästaren. På funten finns reliefer föreställande Jesus, två änglar, samt några torn.
- Dopfatet av mässing är från slutet av 1500-talet.
- Ett processionskrucifix i brons och emalj, samt ett rökelsekar förvaras i Lunds universitets historiska museum. Bägge tillverkades i Limoges på 1200-talet.
- Nuvarande orgel byggdes av Mårtenssons orgelfabrik i Lund och installerades 1967.
- I tornet hänger två klockor. Lillklockan är troligen medeltida och omgjuten 1718. Storklockan är från 1845 och gjuten av Seipel och Liljendahl i Stockholm.

### Orgel
- 1888 flyttades en orgel hit från Strövelstorps kyrka. Den omändrades samma år av Knud Olsen, Köpenhamn och fick då 8 stämmor. Orgeln som omändrades var byggd 1821 av Strand.
- 1921 byggde Olof Hammarberg, Göteborg en orgel med 11 stämmor.
- Den nuvarande orgeln byggdes 1967 av A. Mårtenssons Orgelfabrik AB, Lund och är en mekanisk orgel. Orgeln har en äldre fasad.

| Manual I      | Manual II       | Pedal           | Koppel |
| Principal 8´  | Rörflöjt 8´     | Subbas 16´      | I/P    |
| Gedackt 8'    | Principal 4'    | Principalbas 8' | II/P   |
| Oktava 4'     | Gedacktflöjt 4' | Oktava 4'       | II/I   |
| Kvinta 2 2/3' | Gemshorn 2'     | Fagott 16'      |        |
| Mixtur 3 chor | Scharf 3 chor   |                 |        |
|               | Vox humana 8'   |                 |        |

## Bildgalleri

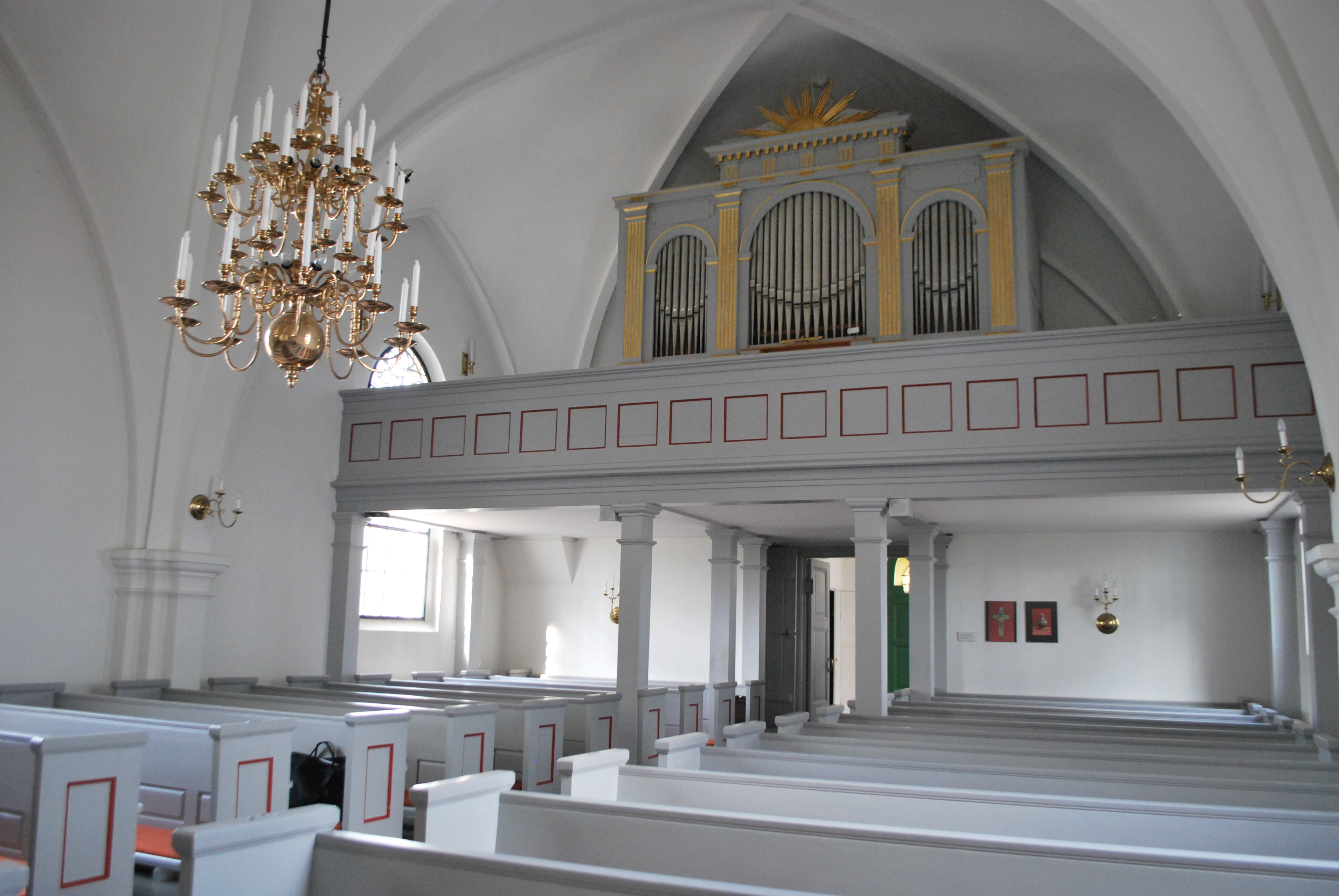
Kyrkorum mot väster
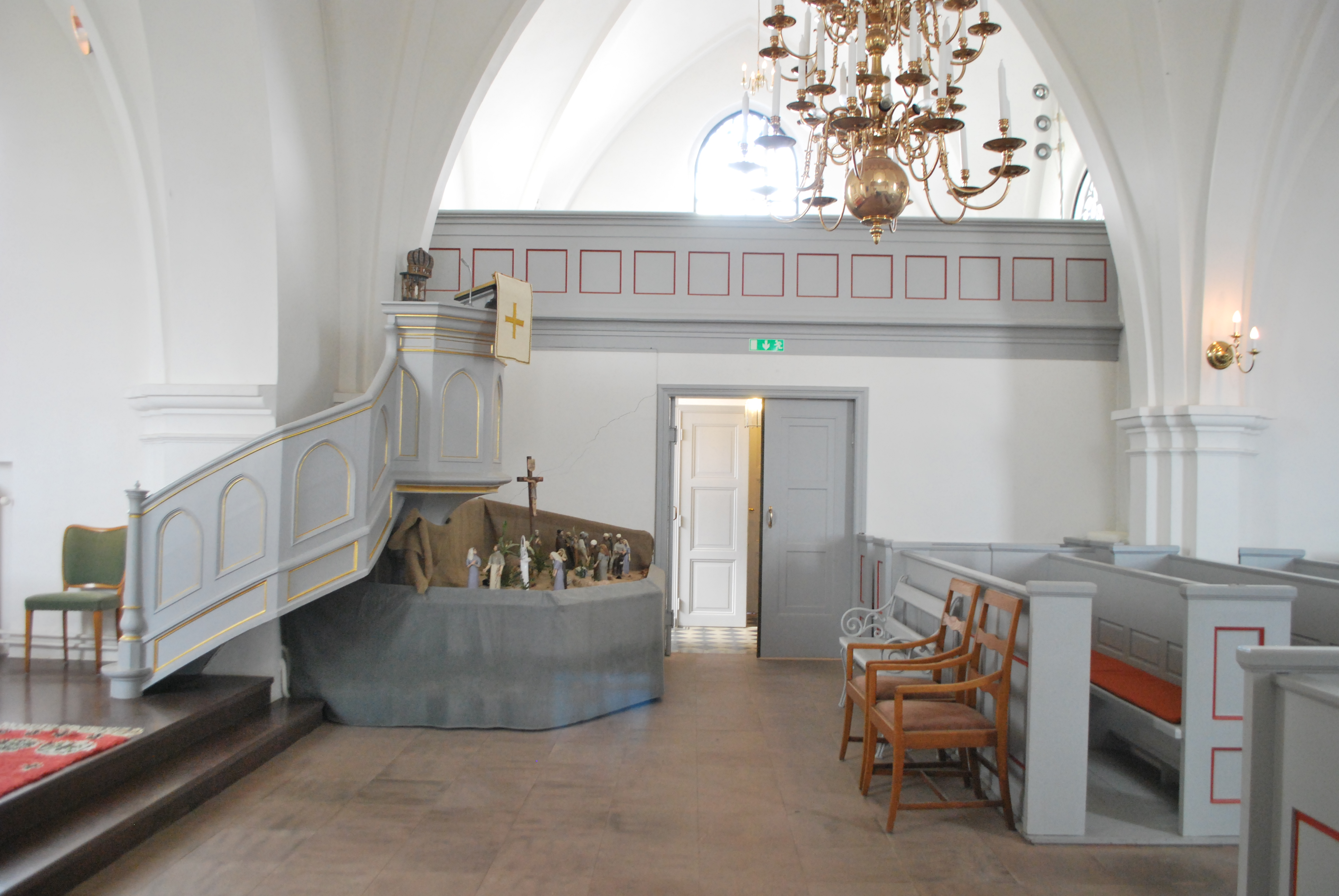
Södra korsarmen
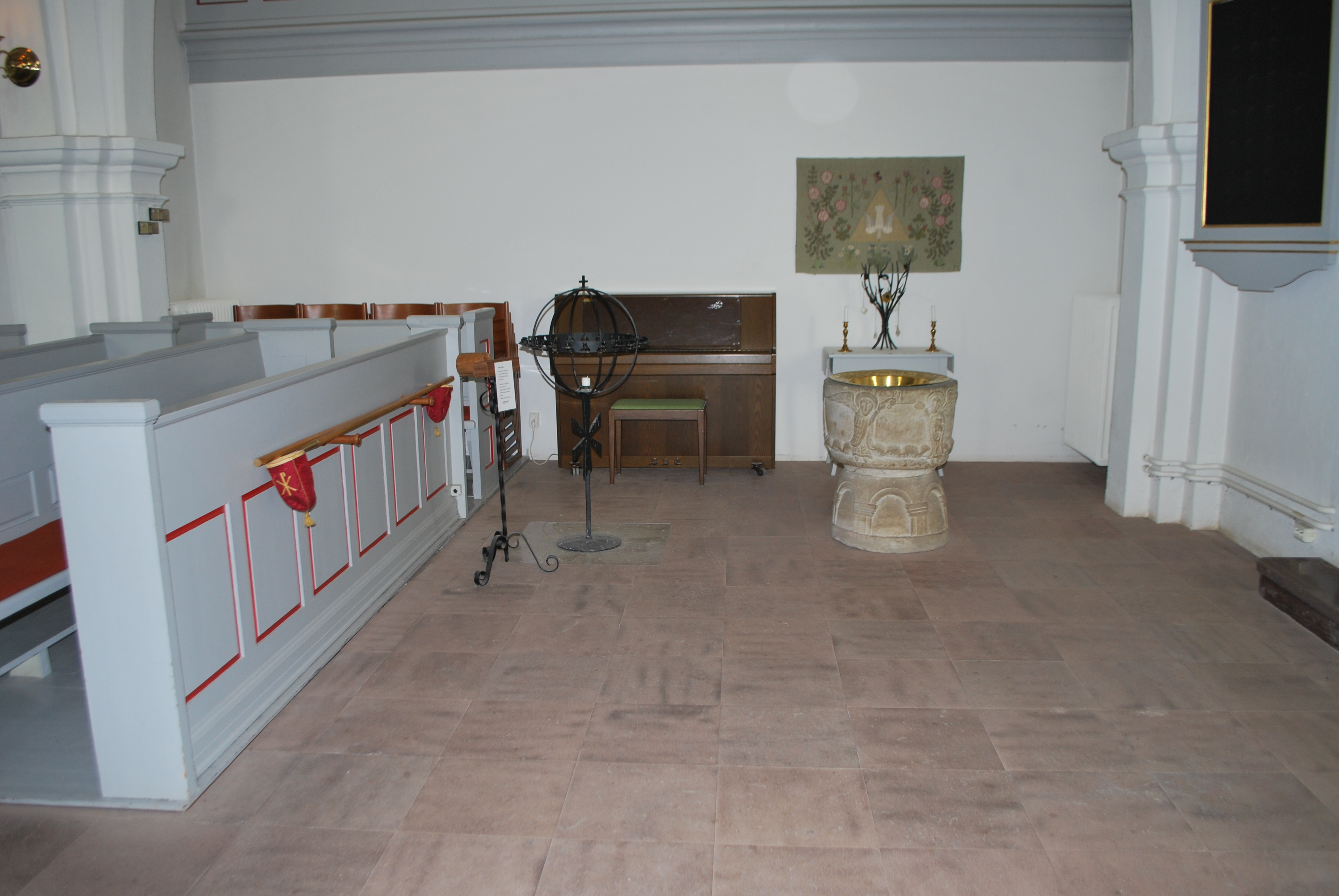
Dopplats
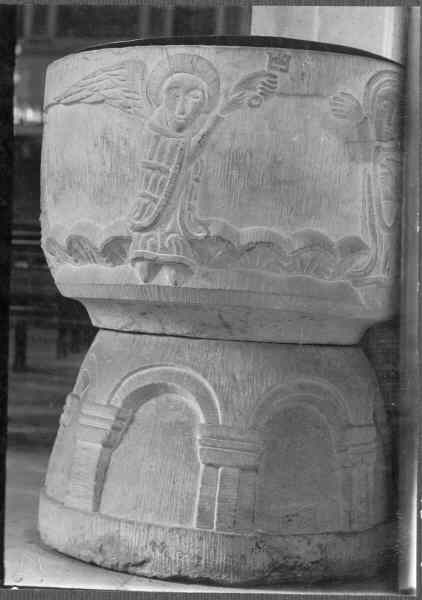
Dopfunt
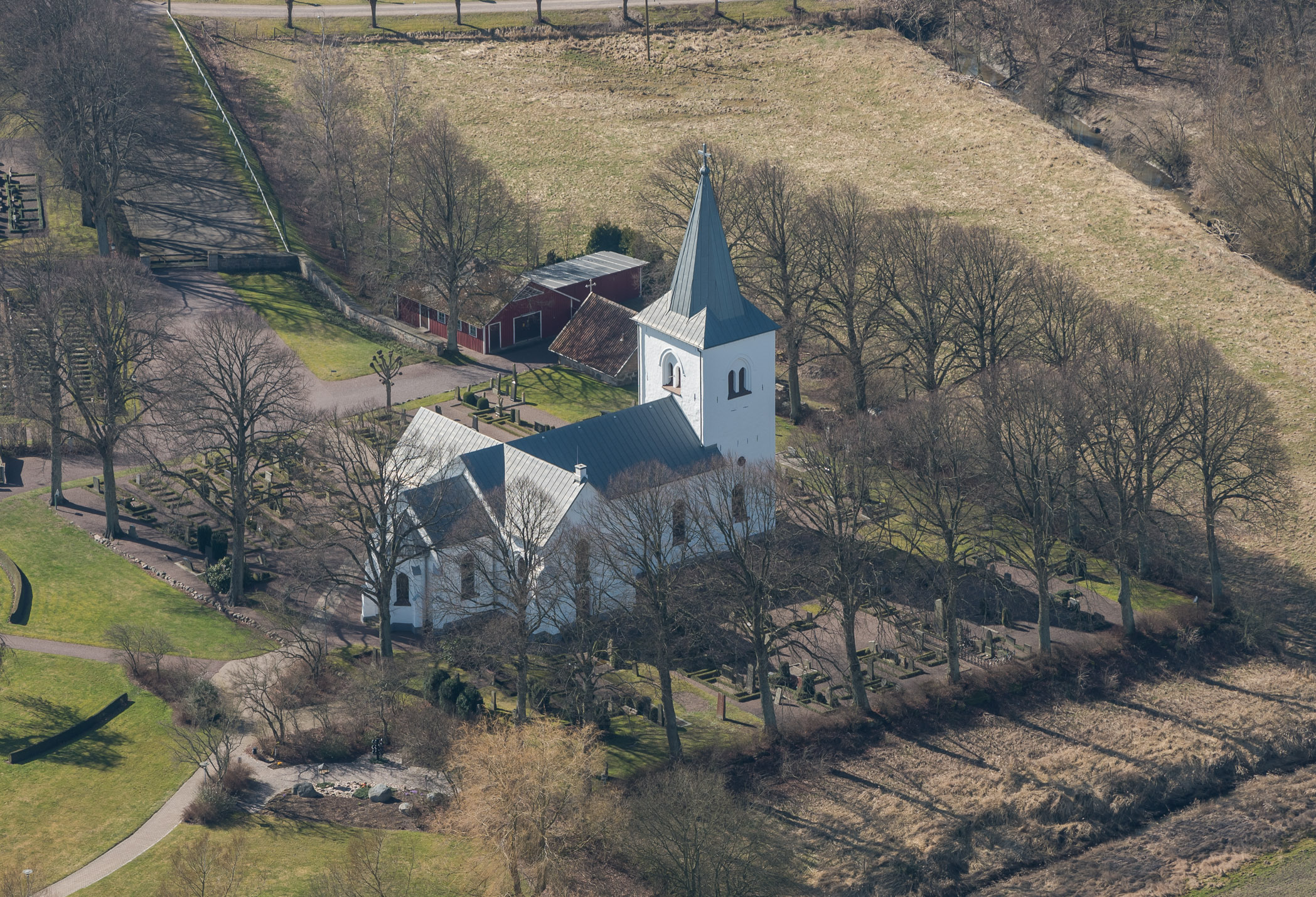
Flygbild

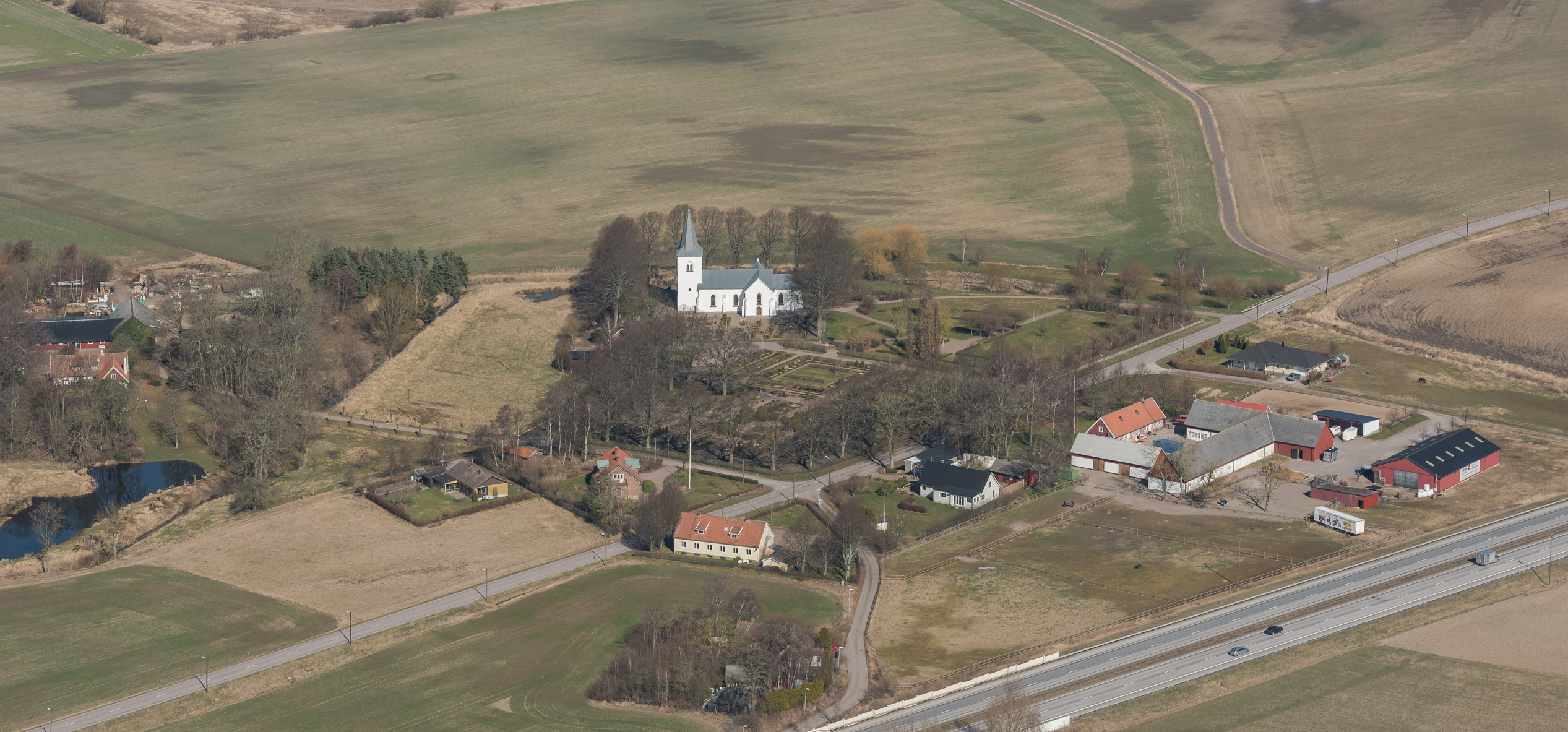
Kyrkans omgivning

### Webbkällor
- byggnadspresentation
- kyrkoguiden.se
- Församlingen informerar om kyrkan
- Tynell, Lars. Skånes medeltida dopfuntar III, 1915 hämtat från the Wayback Machine (arkiverat 16 december 2007).
- Åsbo Släkt- och Folklivsforskare